# Keuperhügel und Unstrutniederung bei Mühlhausen
Keuperhügel und Unstrutniederung bei Mühlhausen este o arie protejată (arie specială de conservare — SAC, sit de importanță comunitară — SCI) din Germania întinsă pe o suprafață de 290 ha, integral pe uscat.

## Localizare
Centrul sitului Keuperhügel und Unstrutniederung bei Mühlhausen este situat la coordonatele 51°10′30″N 10°31′54″E / 51.175°N 10.5317°E.

## Înființare
Situl Keuperhügel und Unstrutniederung bei Mühlhausen a fost declarat sit de importanță comunitară în iunie 2004 pentru a proteja 17 specii de animale. Situl a fost protejat și ca arie specială de conservare în iulie 2008.

## Biodiversitate
Situată în ecoregiunea continentală, aria protejată conține 7 habitate naturale: Lacuri eutrofice naturale cu vegetație de tip Magnopotamion sau Hydrocharition, Cursuri de apă de la nivel de câmpie la nivel montan, cu vegetație Ranunculion fluitantis și Callitricho-Batrachion, Pajiști carstice calcaroase sau bazofile, de Alysso-Sedion albi, Pajiști uscate seminaturale și facies de acoperire cu tufișuri pe substraturi calcaroase (Festuco-Brometalia) (* situri importante pentru orhidee), Pajiști stepice subpanonice, Fânețe de joasă altitudine (Alopecurus pratensis, Sanguisorba officinalis), Păduri de stejar și carpen Galio-Carpinetum.
La baza desemnării sitului se află mai multe specii protejate:
- păsări (16): fâsă de luncă (Anthus pratensis), Charadrius dubius curonicus, erete de stuf (Circus aeruginosus), prepeliță (Coturnix coturnix), ciocănitoare neagră (Dryocopus martius), Falco peregrinus peregrinus, șoimul rândunelelor (Falco subbuteo), capîntortură (Jynx torquilla), sfrâncioc roșiatic (Lanius collurio), sfrâncioc mare (Lanius excubitor excubitor), presură sură (Miliaria calandra), gaia neagră (Milvus migrans), gaia roșie (Milvus milvus), pietrar sur (Oenanthe oenanthe), viespar (Pernis apivorus), mărăcinar (Saxicola rubetra)
- nevertebrate (1): Coenagrion mercuriale

Pe lângă speciile protejate, pe teritoriul sitului au mai fost identificate 21 de specii de plante, 1 specie de păsări, 2 specii de amfibieni, 10 specii de mamifere, 66 de specii de nevertebrate, 9 specii de pești, 1 specie de reptile.